# BMW R 17

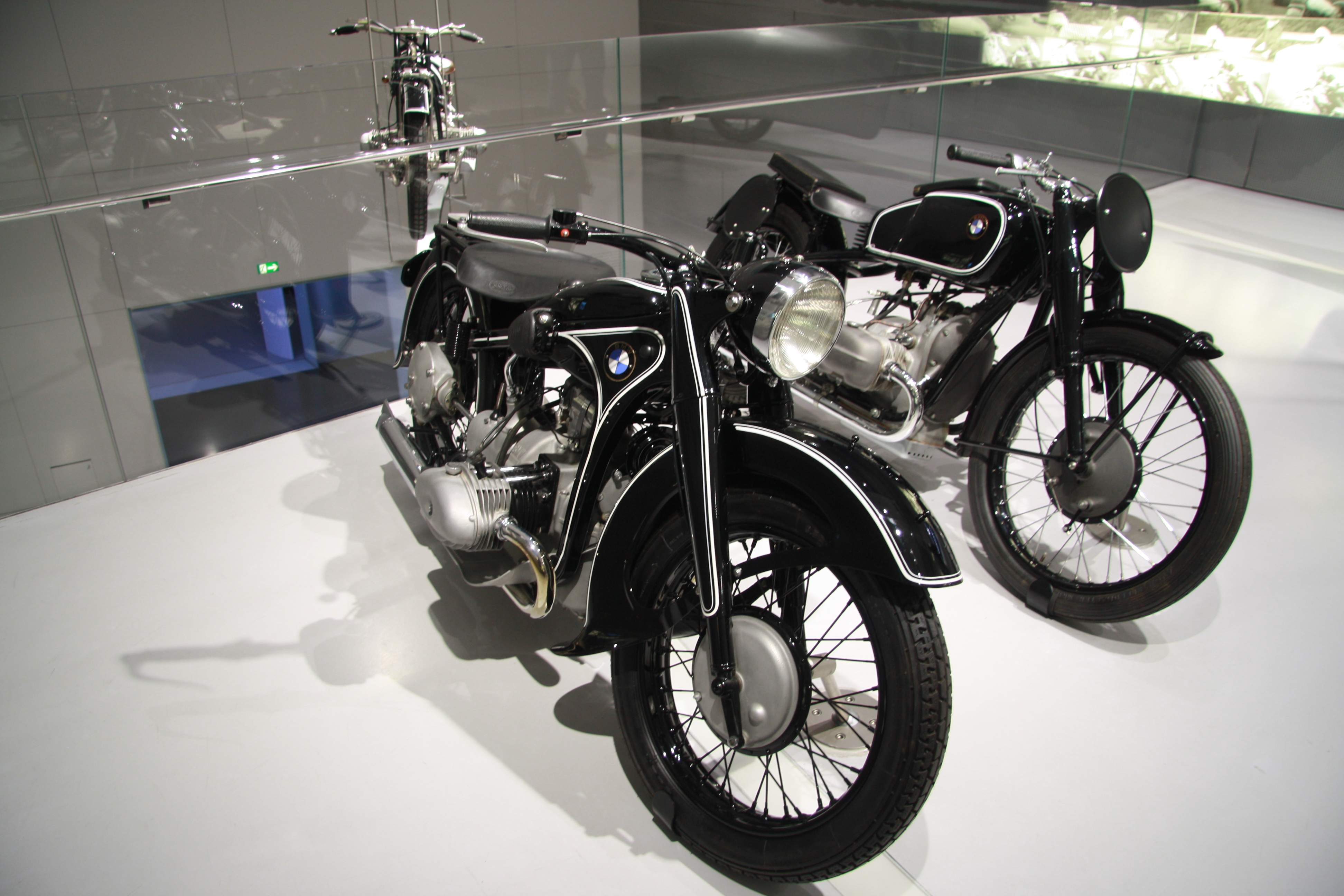
BMW R 17

Die BMW R 17 war das schnellste rein deutsche Straßenmotorrad vor dem Zweiten Weltkrieg. Stärker und schneller waren nur wenige Sportmodelle mit großen J.A.P.-Einbaumotoren aus England, die einige andere Hersteller bauten (z. B. Brough Superior). Die BMW R 17 hatte den für BMW typischen längs eingebauten Boxermotor und Kardanantrieb.

## Geschichte und Konstruktion
Am 14. Februar 1935 präsentierte BMW die R 17 gemeinsam mit dem Schwestermodell R 12 auf der Deutschen Automobilausstellung in Berlin erstmals der Öffentlichkeit als Nachfolger der R 16. Neu an diesen Modellen war die erstmals im Motorradbau verwendete hydraulisch gedämpfte Teleskopgabel  anstelle der bislang bei BMW üblichen Blattfedergabel.
Mit 33 PS (24 kW) aus 736 cm³ bei immer noch ungefedertem Hinterrad war ein für damalige Verhältnisse extrem schnelles und nur von versierten Fahrern beherrschbares Straßensportmodell entstanden.
Die R 17 startete mit einem zur R 16 unveränderten Verkaufspreis von 2040 RM; ab Februar 1936 wurde der Preis mit der Einführung der BMW R 5 für nur 1550 RM auf 1975 RM herabgesetzt. 1937 lief die Produktion aus, die BMW R 66 mit 600 cm³ und 30 PS im modernen Fahrwerk übernahm 1938 die Rolle als Spitzenmodell mit einem Preis von 1695 RM. Der Verkaufserfolg der R 17 war mit nur 434 Stück gering.
Das Parallelmodell R 12 war die einfachere Tourenversion mit einem Seitenventil- (SV-) statt des OHV-Motors (mit hängenden Ventilen). Wahlweise gab es den Motor mit einem Vergaser und einer Leistung von 18 PS (13 kW) oder zwei Vergasern und 20 PS (15 kW). Genau wie die R 17 hatte die R 12 einen Doppelschleifenpressstahlrahmen, die ölgedämpfte Teleskopgabel und als erstes Zweizylindermodell von BMW eine hintere Trommelbremse.

## Technische Daten
| Kenngröße              | Daten der R 17               |
| ---------------------- | ---------------------------- |
| Bohrung                | 83 mm                        |
| Hub                    | 68 mm                        |
| Hubraum                | 736 cm³                      |
| Verdichtungsverhältnis | 6,5 : 1                      |
| Leistung               | 33 PS (24 kW) bei 4500 min−1 |
| Höchstgeschwindigkeit  | 140 km/h                     |
| Leergewicht            | 165 kg                       |
| Tankinhalt             | 14 Liter                     |